# Episodi di Queer Eye (programma televisivo 2018) (seconda stagione)
La seconda stagione di Queer Eye è stata pubblicata su Netflix il 15 giugno 2018 mentre lo speciale Yass, Australia! è stato pubblicato sul canale Youtube di Netflix il 21 giugno 2018.
| nº       | Titolo originale       | Titolo italiano           | Prima visione mondiale |
| -------- | ---------------------- | ------------------------- | ---------------------- |
| 1        | God Bless Gay          | Dio benedica Gay          | 15 giugno 2018         |
| 2        | A Decent Proposal      | Proposta decente          | 15 giugno 2018         |
| 3        | Unleash the Sexy Beast | Scatena la bestia sexy    | 15 giugno 2018         |
| 4        | The Handyman Can       | Poi farcela, Jason!       | 15 giugno 2018         |
| 5        | Sky's the Limit        | Non c'è limite per Skyler | 15 giugno 2018         |
| 6        | Big Little Lies        | Piccole grandi bugie      | 15 giugno 2018         |
| 7        | Bedazzled              | Uno stile abbagliante     | 15 giugno 2018         |
| 8        | Make Ted Great Again   | Ted il sindaco            | 15 giugno 2018         |
| Speciale | Yass, Australia!       | Yass, Australia!          | 21 giugno 2018         |

## Dio benedica Gay
- Location: Gay, Georgia
- Protagonista: Tammye

### Trama
Tammye è la prima donna che i Fab 5 hanno aiutato in questo programma. È un'insegnante sposata che è fortemente coinvolta nella Chiesa e nella sua comunità. Le è stato diagnosticato un cancro, come ad altri due membri della famiglia, e il Fab 5 aiuta Tammye a prepararsi per l'evento Homecoming della comunità alla fine della settimana.

## Proposta decente
- Location: Dahlonega, Georgia
- Protagonista: William

### Trama
William, 41 anni, lavora in un Walmart e vive con la sua ragazza di tre anni, Shannan. È socialmente ansioso e vive in una casa circondata da mobili che Shannan ha comprato con il suo ex marito. È vegetariano e ama i film di fantascienza. Vuole l'aiuto del Fab 5 per proporre il matrimonio a Shannan.

## Scatena la bestia sexy
- Location: Decatur, Georgia
- Protagonista: Leo

### Trama
Leo, un barista e padre sposato con due figli, è stato nominato da sua moglie Bethany perché è un 'ginormous slob'. Sta frequentando un corso genitori-insegnanti nel weekend, e vuole l'aiuto del Fab 5 per fare una buona impressione e formare delle relazioni con altri genitori.

## Poi farcela, Jason!
- Location: Atlanta, Georgia
- Protagonista: Jason

### Trama
Jason, un tuttofare, vuole migliorare la sua vita e trasferirsi a Reno. I Fab 5 si precipitano per aiutarlo a organizzare una festa per la sua cerchia ristretta di amici.

## Non c'è limite per Skyler
- Location: Athens, Georgia
- Protagonista: Skyler

### Trama
Skyler, un transessuale, si è appena ripreso dal suo intervento chirurgico e ha bisogno che la sua identità legale rifletta il suo vero genere. Il gruppo lo aiuta a ridisegnare il suo appartamento e lanciare una festa al suo bar preferito.

## Piccole grandi bugie
- Location: Duluth, Georgia
- Protagonista: Arian

### Trama
Dopo aver incontrato problemi con il suo diploma universitario, Ari è diventato un funk. Il suo migliore amico della scuola media lo nomina così che i Fab 5 lo aiutino a scendere dal divano e tornare alla sua famiglia.

## Uno stile abbagliante
- Location: Maysville, Georgia
- Protagonista: Sean

### Trama
Il pianista adolescente Sean viene nominato dalla sua madrina Lulu. I Fab 5 scendono nella sua piccola città per dargli una trasformazione moderna e aiutarlo a trasferirsi all'università.

## Ted il sindaco
- Location: Clarkston, Georgia
- Protagonista: Ted

### Trama
Il sindaco non convenzionale di "Ellis Island of the South" è nominato dalla sua fidanzata. I Fab 5 lo aiutano a riordinare la sua vita in modo da poter svolgere al meglio le sue funzioni di sindaco e socializzare con i dignitari internazionali.

## Yass, Australia!
- Location: Yass, New South Wales
- Protagonista: George

### Trama
Il Fab Five visita la città di Yass, nel New South Wales, per aiutare George, un contadino di 50 anni. Karamo offre consigli su come creare un migliore equilibrio tra vita lavorativa e vita privata, quindi George avrà più tempo per gli amici e la famiglia. Jonathan e Tan lavorano per migliorare la sua cura di sé e il guardaroba. Bobby rimodella il locale bistro e Antoni crea alcune nuove voci di menu usando ingredienti locali.